# Montong Sapah
Montong Sapah is een bestuurslaag in het regentschap Centraal-Lombok van de provincie West-Nusa Tenggara, Indonesië. Montong Sapah telt 3316 inwoners (volkstelling 2010).